# Великодушност
Великодушност је врлина повезана са способношћу пружања несебичне помоћи другима, антоним шкртости и себичности. Великодушност се често манифестује у несебичном давању поклона и нераскидиво је повезана са доброчинством.

## У Аристотеловој етици
Прво је концептуализован у Аристотеловој филозофији као врлинско и разборито средство између порока шкртости и расипништва. Уврштен међу 11 етичких врлина. Основа ове врлине је приватна својина и богатство. Са Аристотелове тачке гледишта, великодушност се није могла манифестовати у Платоновој идеалној држави, пошто ту нема приватне својине. Великодушност као својство богате и слободне личности сачувана је и у филозофији Томе Аквинског. Томина великодушност, као и Аристотелова, представља средину између похлепе и расипништва.

## Религијска врлина
У религији, „великодушност“, је Божије својство, које се више пута помиње у црквенословенским и синодалним преводима Давидових псалама. Великодушност је такође описана као врлина у Новом завету од стране апостола Павла (2. Кор. 9:6). Епитет „великодушан“  помиње се међу 99 Алахових имена. У хинду-будистичкој филозофији, санскритски термин дана је аналог „великодушности“.

## Словенско значење
У словенским земљама великодушност је повезана са богатством, обиљем и способношћу дељења. Посебност словенског значења великодушности је чињеница да ова реч може превести различите стране речи које означавају благостање, милост, захвалност, солвентност, па чак и слободу. 
У свакодневном животу и фолклору словенских народа постоји низ речи изведених од великодушности: схцхедрованиие, великодушно вече, схцхедрик. Етимолошки, великодушност је блиска глаголу поштедети, односно показати милост. Један од најранијих помена великодушности налази се у словенским преводима Псалтира који датирају из 9. века. 